# Ахмеровский сельсовет
Ахмеровский сельсовет — упразднённое муниципальное образование в Ишимбайском районе Башкортостана. Согласно закону «О границах, статусе и административных центрах муниципальных образований в Республике Башкортостан» имело статус сельского поселения. Объединён с сельским поселением Ишеевский сельсовет. Почтовый индекс — 453235. Код ОКАТО — 80231810000.
Административный центр — село Ахмерово. В Ахмеровский сельсовет входила также деревня Канакаево, до 1979 года — деревня Улькар, до 1968 года — хутор Аряктыбаш.
Упразднён сельсовет 18 ноября 2008 года, а село Ахмерово и деревня Канакаево в составе Ишеевского сельсовета, с административным центром в селе Ишеево.